# Standfotograf
Der Standfotograf (englisch still photographer) erstellt für Film- und Fernseh-Produktionen aussagekräftige Bilder der Szenen (Filmstills).
Der auch Filmfotograf genannte Mitwirkende arbeitet meistens im Auftrag der herstellenden Filmproduktionsgesellschaft. Seine Bilder werden zur Werbung verwendet. Er fertigt außerdem Aufnahmen von Requisiten sowie Porträts der Darsteller und sogenannte Setaufnahmen (Making-of) an.
Bei den meisten internationalen Produktionen muss der Standfotograf während des eigentlichen Drehs die Filmszene fotografieren. Um keine Kamerageräusche zu verursachen, arbeiteten Standfotografen bei früheren Filmaufnahmen während des Drehs mit einer Messsucherkamera oder einer sogenannten Blimp-Kamera. Der Blimp war ein Schallschutzgehäuse, das über den Fotoapparat montiert wird. Die Handhabung war allerdings umständlich, da alle Einstellungen an der Kamera nur ohne Blimp erledigt werden konnten. Der Blimp schränkte also den Fotografen stark ein, aber ermöglichte Aufnahmen auch während des Drehs. 
Die Verwendung des Blimp bei internationalen Film-Produktionen erklärt sich aus den straff organisierten Drehplan-Zeitabläufen internationaler Filmarbeiten. Es gibt praktisch keine Zeit für ein Nachstellen der Szenen. Einerseits garantieren die Standbildaufnahmen während des Drehs authentische Fotografien, andererseits kann der Fotograf keinen Einfluss auf den Inhalt seiner Aufnahmen nehmen. Dies hat den Nachteil, dass bestimmte dramaturgische Elemente, die nur durch filmtypische Werkzeuge wie zum Beispiel Schnitt, Ton, Kamerafahrten oder Zeitlupen erreicht werden können, dann auf dem Standbild fehlen. Deshalb werden in Deutschland noch viele Szenen nachgestellt. 
Im Zeitalter der Digitalfotografie und Digitaltechnik spielen Probleme mit unerwünschten Auslösegeräuschen von Kameras keine Rolle mehr.